# Emmeline Ragot
Pour les articles homonymes, voir Ragot.
Emmeline Ragot, née le 27 mai 1986 à Angoulême, est une pilote descente VTT.
Elle s'est retrouvée régulièrement sur les podiums en compagnie d'Anne-Caroline Chausson, la référence de cette catégorie.
Elle porte les couleurs de l'UV Cognac et est rattachée aux déplacements fédéraux pour les compétitions internationales.

## Biographie
Le 15 juillet 2012 lors des championnats de France de VTT aux Gets, elle devient championne de France pour la 4e fois, malgré une chute .
Elle annonce mettre un terme à sa carrière sportive le 22 août 2015 lors de la coupe du monde de VTT 2015, pour se consacrer à son métier de kinésithérapeute.

## Palmarès en VTT

### Championnats du monde de descente
- Juniors (2)
  -  Médaillée d'or en 2002 et 2003

- Élites (2)
  -  Médaillée d'or en 2009, 2011
  -  Médaillée d'argent en 2012, 2013
  -  Médaillée de bronze en 2005, 2008, 2010

### Coupe du monde
- Coupe du monde de descente
  - 2009 : 3e
  - 2010 : 2e, vainqueur de deux manches
  - 2011 : 6e
  - 2012 : 2e, vainqueur d'une manche
  - 2013 : 2e, vainqueur de deux manches
  - 2014 : 3e, vainqueur de deux manches
  - 2015 : 5e, vainqueur d'une manche

- Coupe du monde de four-cross
  - 2010 : 10e

### Championnats d'Europe
- 2003
  -  Championne d'Europe de descente juniors
- 2004
  -  Championne d'Europe de descente juniors
- 2007
  -  Médaillée de bronze de la descente
- 2013
  -  Championne d'Europe de descente
  -  Championne d'Europe de four-cross

### Championnats de France
- Championne de France de descente : 2003, 2006, 2008, 2012, 2015